# Schlachtgeschwader 2
2-га штурмова ескадра «Іммельман» (нім. Schlachtgeschwader 2 "Immelmann" (SG 2) — ескадра штурмової авіації Люфтваффе за часів Другої світової війни. Основним завданням ескадри була безпосередня авіаційна підтримка військ на полі бою, боротьба з танками. Ескадра створена шляхом перейменування Sturzkampfgeschwader 2 і діяла переважно на південному напрямку Східного фронту, забезпечуючи оборонні бої німецької армії після Курської операції. У лавах ескадри літав, а пізніше нею командував найвідоміший німецький ас Другої світової війни Ганс-Ульріх Рудель. Ескадра є абсолютним лідером за кількістю нагороджень Лицарським хрестом Залізного хреста.

## Історія
18 жовтня 1943 року в контексті реорганізації Люфтваффе 2-га ескадра пікіруючих бомбардувальників «Іммельман» була перейменована на 2-гу ескадру безпосередньої підтримки військ «Іммельман» (або 2-гу штурмову ескадру), скорочено SG2 «Іммельман».
Починаючи з осені 1943 року і до кінця війни «Іммельман» перекидалася на найскладніші ділянки фронту, билася в небі над Правобережною Україною, Кримом, Молдовою, Румунією, Курляндією, Польщею та Німеччиною. Серед пілотів ескадри особливо відзначився Ганс-Ульріх Рудель, який здійснив у ході війни, за даними Люфтваффе, 2530 бойових вильотів, під час яких знищив близько 2000 одиниць радянської бойової техніки, у тому числі 519 танків, 150 самохідних гармат, 4 бронепоїзди, два есмінці і лінкор «Марат», а також особисто збив 9 літаків противника. Він же став останнім командиром ескадри, що капітулював разом зі своїми підлеглими.
На початку 1944 року 2-га ескадра вела бої під Жашковом, під Кіровоградом і на північ від Кривого Рогу. З кінця січня до кінця лютого ескадра підтримувала бойові дії армійських частин у Черкаському «мішку». В подальшому льотчики ескадри прикривали наземні сили у важких боях на правому берегу Дніпра, на Інгулі. У березні билася північніше Миколаєва та Умані, а потім підтримувала відступ Сухопутних військ через Трансністрію до нижнього Дністра та вела бої в північній Бессарабії та верхній Молдові. Тим часом ескадра отримала перші Focke-Wulf Fw 190 F-8, на які повноцінні переозброїлася до кінця літа. До кінця травня ескадра була дислокована на захід від Григоріополя і в Молдавії. У червні 1944 року основним операційним районом дії стала Румунія. Наприкінці серпня 1944 року III авіагрупа ескадри діяла в Латвії.
Ескадра здалася 1945 року американцям у Чехословаччині, перелетівши на своїх літаках на американський аеродром після підписання капітуляції. При цьому наземний персонал, що рухався у бік американців землею, був атакований і знищений чеськими партизанами.

## Командування

### Командири SG 2
- оберстлейтенант Ганс-Карл Штепп (нім. Hans-Karl Stepp) (18 жовтня 1943 — 31 липня 1944);
- оберстлейтенант Ганс-Ульріх Рудель (1 серпня 1944 — 8 лютого 1945);
- майор Фрідріх Ланг (9 — 13 лютого 1945);
- оберстлейтенант Курт Кульмей (14 березня — 20 квітня 1945);
- оберст Ганс-Ульріх Рудель (квітень — 8 травня 1945).

### Командири I./SG 2
- гауптман Альвін Бьорст (18 жовтня 1943 — 30 березня 1944†);
- гауптман Курт Лау (1 травня — 7 листопада 1944);
- гауптман Герберт Бауер (7 листопада 1944 — 8 травня 1945).

### Командири II./SG 2
- гауптман Вернер Дернбрак (18 жовтня 1943 — 30 червня 1944);
- майор Гайнц Франк (30 червня — 29 липня 1944);
- гауптман Карл Кеннель (29 липня 1944 — 8 травня 1945).

### Командири III./SG 2
- гауптман Ганс-Ульріх Рудель (18 жовтня 1943 — 31 липня 1944);
- майор Лотар Лау (1 серпня 1944 — 22 січня 1945);
- гауптман, доктор Ганс Мюллер (12 лютого — 8 травня 1945).

### Командири 10.(Pz)/SG 2
- оберлейтенант Гельмут Шубель (18 жовтня 1943 — 25 серпня 1944, загинув у бою);
- лейтенант резерву Антон Король (1 вересня 1944 — 8 травня 1945).

## Основні райони базування 2-ї штурмової ескадри

### Основні райони базуванняштабуSG 2
| жовтень 1943 — 12 березня 1944 | Новокрасне    | I повітряний корпус | Ju 87         |
| 12 — 21 березня 1944           | Любашівка     | I повітряний корпус | Ju 87         |
| 21 — 28 березня 1944           | Раухівка      | I повітряний корпус | Ju 87         |
| 28 березня — 1 квітня 1944     | Роздільна     | I повітряний корпус | Ju 87         |
| 1 квітня — серпень 1944        | Хуші          | I повітряний корпус | Ju 87, Fw 190 |
| серпень — 22 вересня 1944      | Соловестру    | I повітряний корпус | Ju 87, Fw 190 |
| 22 вересня — жовтень 1944      | Нушфалеу      | I повітряний корпус | Ju 87, Fw 190 |
| жовтень — листопад 1944        | Тапіо         | I повітряний корпус | Ju 87, Fw 190 |
| листопад — грудень 1944        | Бьоргонд      | I повітряний корпус | Ju 87, Fw 190 |
| грудень 1944 — 10 лютого 1945  | Фюрстенвальде |                     | Ju 87, Fw 190 |
| 10 — 16 лютого 1945            | Фрайвалдау    | Fw 190              |               |
| 16 лютого — березень 1945      | Гросенгайн    | Fw 190              |               |
| березень — травень 1945        | Куммер        |                     |               |

### Основні райони базування I./SG 2
| жовтень 1943 — 15 березня 1944 | Первомайський  | I повітряний корпус | Ju 87         |
| 15 — 20 березня 1944           | Миколаїв       | I повітряний корпус | Ju 87         |
| 20 березня — 1 квітня 1944     | Раухівка       | I повітряний корпус | Ju 87         |
| 1 — 5 квітня 1944              | Тирасполь      | I повітряний корпус | Ju 87         |
| 5 квітня — 26 червня 1944      | Хуші           | I повітряний корпус | Ju 87         |
| 26 червня — 25 вересня 1944    | Соловестру     | I повітряний корпус | Ju 87, Fw 190 |
| 25 вересня — 10 жовтня 1944    | Будакесі       | I повітряний корпус | Fw 190        |
| 10 жовтня — 1 листопада 1944   | Фюзешабонь     | I повітряний корпус | Fw 190        |
| 1 листопада — листопад 1944    | Фелсоі-Абрані  | I повітряний корпус | Fw 190        |
| листопад 1944 — січень 1945    | Ксар           | 4-й повітряний флот | Fw 190        |
| січень — 5 березня 1945        | Рааб           | 4-й повітряний флот | Fw 190        |
| 5 — 18 березня 1945            | Варпалота      | —                   | Fw 190        |
| 25 — 31 березня 1945           | ? Пистіон      | —                   | Fw 190        |
| 31 березня — 2 квітня 1945     | ? Нови Двор    | —                   | Fw 190        |
| 2 — 14 квітня 1945             | ? Фелсо-Ваграм | —                   | Fw 190        |
| 14 — 17 квітня 1945            | Вельс          | —                   | Fw 190        |
| 17 квітня — 8 травня 1945      | Грац           | —                   | Fw 190        |

### Основні райони базування II./SG 2
| жовтень 1943 — 1 березня 1944 | Багерове             | I повітряний корпус | Fw 190, Hs 123 |
| 1 березня — 15 квітня 1944    | Каранкут (Вільне)    | I повітряний корпус | Fw 190, Hs 123 |
| 15 квітня — 11 травня 1944    | Севастополь-Херсонес | I повітряний корпус | Fw 190, Hs 123 |
| 11 — 29 травня 1944           | Цілістеа             | I повітряний корпус | Fw 190, Hs 123 |
| 29 травня — 15 червня 1944    | Бацан                | I повітряний корпус | Fw 190, Hs 123 |
| 15 — 30 червня 1944           | Тротуш               | I повітряний корпус | Fw 190         |
| 30 червня — серпень 1944      | Окенце               | I повітряний корпус | Fw 190         |
| серпень — 25 вересня 1944     | Соловестру           | I повітряний корпус | Fw 190         |
| 25 вересня — жовтень 1944     | Нушфалеу             | I повітряний корпус | Fw 190         |
| жовтень — листопад 1944       | Тапіо                | I повітряний корпус | Fw 190         |
| листопад — грудень 1944       | Бьоргонд             | I повітряний корпус | Fw 190         |
| грудень 1944 — 10 лютого 1945 | Фюрстенвальде        |                     | Fw 190         |
| 10 — 16 лютого 1945           | Фрайвалдау           |                     | Fw 190         |
| 16 лютого — березень 1945     | Гросенгайн           |                     | Fw 190         |
| березень — травень 1945       | Куммер               |                     | Fw 190         |

### Основні райони базування III./SG 2
| жовтень 1943 — 14 березня 1944 | Первомайський      | I повітряний корпус    | Ju 87         |
| 14 — 20 березня 1944           | Миколаїв           | I повітряний корпус    | Ju 87         |
| 20 — 25 березня 1944           | Раухівка           | I повітряний корпус    | Ju 87         |
| 25 березня — 2 квітня 1944     | Ясси               | I повітряний корпус    | Ju 87         |
| 2 — 10 квітня 1944             | Тирасполь          | I повітряний корпус    | Ju 87         |
| 10 квітня — 13 липня 1944      | Хуші               | I повітряний корпус    | Ju 87         |
| 13 — 22 липня 1944             | Дуб(?)             | I повітряний корпус    | Ju 87         |
| 22 — 28 липня 1944             | Мелець             | VIII повітряний корпус | Ju 87         |
| 28 липня — серпень 1944        | Інстербург         |                        | Ju 87         |
| серпень — 12 вересня 1944      | Соловестру         | I повітряний корпус    | Ju 87         |
| 12 — 16 вересня 1944           | Тешнад             | I повітряний корпус    | Ju 87         |
| 16 вересня — жовтень 1944      | Залеу              | I повітряний корпус    | Ju 87         |
| жовтень — 1 листопада 1944     | Ферігедь           | I повітряний корпус    | Ju 87         |
| 1 листопада — листопад 1944    | Саджо-Каза         | I повітряний корпус    | Ju 87         |
| листопад — грудень 1944        | Варпалота          | I повітряний корпус    | Ju 87         |
| грудень 1944 — 28 січня 1945   | Фюрстенвальде      |                        | Ju 87, Fw 190 |
| 28 січня — 10 лютого 1945      | Маркіш-Фрідланд    |                        | Ju 87, Fw 190 |
| 10 — 20 лютого 1945            | Герліц             |                        | Ju 87, Fw 190 |
| 20 лютого — березень 1945      | Каменець-Сен-Пітер |                        | Ju 87, Fw 190 |
| березень — квітень 1945        | Клецани            |                        | Ju 87, Fw 190 |
| квітень — травень 1945         | Куммер             |                        | Ju 87, Fw 190 |

### Основні райони базування 10.(Pz)/SG 2
| жовтень 1943 — 18 березня 1944 | Первомайський      | I повітряний корпус    | Ju 87G |
| 18 — 27 березня 1944           | Раухівка           | I повітряний корпус    | Ju 87G |
| 27 березня — 2 квітня 1944     | Ясси               | I повітряний корпус    | Ju 87G |
| 2 — 6 квітня 1944              | Тирасполь          | I повітряний корпус    | Ju 87G |
| 6 квітня — липень 1944         | Хуші               | I повітряний корпус    | Ju 87G |
| липень — 22 липня 1944         | Дуб(?)             | I повітряний корпус    | Ju 87G |
| 22 — 28 липня 1944             | Мелець             | VIII повітряний корпус | Ju 87G |
| 28 липня — серпень 1944        | Інстербург         |                        | Ju 87G |
| серпень — 10 вересня 1944      | Соловестру         | I повітряний корпус    | Ju 87G |
| 10 — 16 вересня 1944           | Тешнад             | I повітряний корпус    | Ju 87G |
| 16 — 28 вересня 1944           | Будакесі           | I повітряний корпус    | Ju 87G |
| 28 вересня — жовтень 1944      | Залеу              | I повітряний корпус    | Ju 87G |
| жовтень — листопад 1944        | Ферігедь           | I повітряний корпус    | Ju 87G |
| 1 листопада — грудень 1944     | Бьоргонд           | I повітряний корпус    | Ju 87G |
| грудень 1944 — 10 лютого 1945  | Фюрстенвальде      |                        | Ju 87G |
| 10 — 16 лютого 1945            | Фрайвалдау         |                        | Ju 87G |
| 16 лютого — березень 1945      | Каменець-Сен-Пітер |                        | Ju 87G |
| березень — травень 1945        | Вельс/Грац         |                        | Ju 87G |

## Список кавалерів Лицарського хреста Залізного хреста SG 2
Позначення
| Ім'я                | Звання                  | Підрозділ        | Лицарського хреста | Лицарського хреста з дубовим листям | Лицарського хреста з дубовим листям та мечами | Лицарського хреста з дубовим листям, мечами та діамантами | Лицарського хреста з Золотим дубовим листям, мечами та діамантами | Прим. |
| ------------------- | ----------------------- | ---------------- | ------------------ | ----------------------------------- | --------------------------------------------- | --------------------------------------------------------- | ----------------------------------------------------------------- | --- |
| Герберт Бауер       | майор                   | I./SG 2          | 31 грудня 1943     | 30 вересня 1944                     |                                               |                                                           |                                                                   | |
| Гюнтер Блекман†     | гауптман резерву        | 6./SG 2          | 9 червня 1944      |                                     |                                               |                                                           |                                                                   | |
| Ернст Бойтельшпагер | оберлейтенант           | 6./SG 2          | 4 травня 1944      |                                     |                                               |                                                           |                                                                   | |
| Герман Бухнер       | оберфельдфебель         | 6./SG 2          | 20 липня 1944      |                                     |                                               |                                                           |                                                                   | В кінці війни був представлений до дубового листя, але через її завершення представлення не було розглянуте |
| Едінгард Вайсманн   | лейтенант               | 1./SG 2          | 5 вересня 1944     |                                     |                                               |                                                           |                                                                   | |
| Руді Вендт          | оберфельдфебель         | штаб./SG 2       | 17 квітня 1945     |                                     |                                               |                                                           |                                                                   | |
| Альвін Бьорст†      | гауптман                | 3./SG 2          | 5 жовтня 1941      | 28 листопада 1942                   | 6 квітня 1944                                 |                                                           |                                                                   | |
| Альфред Гейдушка    | фельдфебель             | 3./SG 2          | 8 серпня 1944      |                                     |                                               |                                                           |                                                                   | |
| Горст Германн       | фельдфебель             | 2./SG 2          | 6 грудня 1944      |                                     |                                               |                                                           |                                                                   | |
| Альфред Гіс         | оберфельдфебель         | 1./SG 2          | 16 грудня 1944     |                                     |                                               |                                                           |                                                                   | |
| Ервін Гуцман        | фельдфебель             | II./SG 2         | 26 березня 1944    |                                     |                                               |                                                           |                                                                   | |
| Антон Гюбш          | оберфельдфебель         | 2./SG 2          | 8 серпня 1944      |                                     |                                               |                                                           |                                                                   | |
| Вернер Дернбрак     | гауптман                | II./SG 2         | 21 серпня 1941     | 25 листопада 1944                   |                                               |                                                           |                                                                   | |
| Отто Доммерацкі †   | лейтенант               | 6./SG 2          | 5 січня 1943       | 25 листопада 1944                   |                                               |                                                           |                                                                   | |
| Гайнц Едгофер       | оберфельдфебель         | 7./SG 2          | 30 листопада 1944  |                                     |                                               |                                                           |                                                                   | |
| Вольфганг Енсле     | фанен-юнкер-фельдфебель | 3./SG 2          | 8 серпня 1944      |                                     |                                               |                                                           |                                                                   | |
| Карл Кеннель        | гауптман                | II./SG 2         | 19 вересня 1943    | 25 листопада 1944                   |                                               |                                                           |                                                                   | |
| Гельмут Кестер †    | фельдфебель             | 1./SG 2          | 8 серпня 1944      |                                     |                                               |                                                           |                                                                   | |
| Антон Король        | лейтенант резерву       | 10.(Pz)/SG 2     | 12 березня 1945    |                                     |                                               |                                                           |                                                                   | |
| Курт Кульмей        | оберстлейтенант         | SG 2             | 15 липня 1942      |                                     |                                               |                                                           |                                                                   | |
| Еренфрід Лагуа      | оберфельдфебель         | 5./SG 2          | 26 березня 1944    |                                     |                                               |                                                           |                                                                   | |
| Август Ламберт      | оберфельдфебель         | 4./SG 2          | 14 травня 1944     |                                     |                                               |                                                           |                                                                   | |
| Фрідріх Ланг        | майор                   | SG 2             | 23 листопада 1941  | 28 листопада 1942                   | 2 липня 1944                                  |                                                           |                                                                   | |
| Вальтер Лінке       | оберфельдфебель         | 3./SG 2          | 16 грудня 1944     |                                     |                                               |                                                           |                                                                   | |
| Ганнс Людвіг        | оберфельдфебель         | 10.(Panzer)/SG 2 | 8 серпня 1944      |                                     |                                               |                                                           |                                                                   | |
| Гайнц Меєр          | оберфенрих              | 8./SG 2          | 17 квітня 1945     |                                     |                                               |                                                           |                                                                   | |
| Генріх Меєрінг      | фельдфебель             | 3./SG 2          | 6 квітня 1944      |                                     |                                               |                                                           |                                                                   | |
| Рудольф Мрква       | оберлейтенант           | 2./SG 2          | 20 липня 1944      |                                     |                                               |                                                           |                                                                   | |
| Еріх Мюллер †       | фельдфебель             | штаб./SG 2       | 6 грудня 1944      |                                     |                                               |                                                           |                                                                   | |
| Вільгельм Ноллер    | фанен-юнкер-фельдфебель | 2./SG 2          | 6 квітня 1944      |                                     |                                               |                                                           |                                                                   | |
| Максиміліан Отте    | гауптман                | II./SG 2         | 5 квітня 1942      | 24 березня 1944                     |                                               |                                                           |                                                                   | |
| Георг Петіг         | оберфельдфебель         | 8./SG 2          | 5 вересня 1944     |                                     |                                               |                                                           |                                                                   | |
| Еріх Петц †         | оберфельдфебель         | 7./SG 2          | 29 лютого 1944     |                                     |                                               |                                                           |                                                                   | |
| Руді Ройснер        | оберфельдфебель         | 8./SG 2          | 29 лютого 1944     |                                     |                                               |                                                           |                                                                   | |
| Ганс-Ульріх Рудель  | оберст                  | SG 2             | 6 січня 1942       | 14 квітня 1943                      | 25 листопада 1943                             | 29 березня 1944                                           | 1 січня 1945                                                      | єдиний нагороджений                                                                                         |
| Рудольф Смола       | оберлейтенант           | 5./SG 2          | 27 липня 1944      |                                     |                                               |                                                           |                                                                   | |
| Гельмут Фікель      | лейтенант               | III./SG 2        | 9 червня 1944      |                                     |                                               |                                                           |                                                                   | |
| Ернст Філіус        | оберфельдфебель         | I./SG 2          | 4 травня 1944      |                                     |                                               |                                                           |                                                                   | |
| Фріц Цайффарт       | лейтенант               | 5./SG 2          | 8 серпня 1944      |                                     |                                               |                                                           |                                                                   | |
| Віллібальд Ціпфель  | фельдфебель             | 3./SG 2          | 6 грудня 1944      |                                     |                                               |                                                           |                                                                   | |
| Ріхард Чекай        | гауптман                | I./SG 2          | 30 грудня 1942     |                                     |                                               |                                                           |                                                                   | |
| Ганс Швірблат       | лейтенант               | 1./SG 2          | 20 липня 1944      |                                     |                                               |                                                           |                                                                   | |
| Карл Шпрайцер       | лейтенант               | 10.(Panzer)/SG 2 | 1 квітня 1945      |                                     |                                               |                                                           |                                                                   | |
| Гендрік Шталь       | гауптман                | 8./SG 2          | 23 грудня 1942     | 24 червня 1944                      |                                               |                                                           |                                                                   | |
| Вільгельм Штелер    | лейтенант               | 7./SG 2          | 20 липня 1944      | 28 березня 1945                     |                                               |                                                           |                                                                   | |
| Гельмут Шубель †    | оберлейтенант           | 10.(Panzer)/SG 2 | 18 листопада 1944  |                                     |                                               |                                                           |                                                                   | |
| Ганс-Карл Штепп     | оберстлейтенант         | SG 2             | 4 лютого 1942      | 25 квітня 1944                      |                                               |                                                           |                                                                   | |